# Jelgava
Jelgava (numit și Mitava sau Mitau/Mittau) este un oraș în Letonia. Este unul dintre cele 7 orașe independente ale Letoniei, orașe care au administrație separată de cea a raionului înconjurător. Are o populație de 66.088 locuitori. A fost fundat de către cavalerii teutoni în anul 1266. Se află în regiunea cultural istorică a Curlandei și fost capitala Ducatului Curlandei. Orașul a fost locuit de germanii baltici.

## Personalități născute aici
- Eduard Totleben (1818 - 1884), inginer militar;
- Andris Keišs (n. 1974), actor.